# Joanna Chmiel
Joanna Chmiel z domu Gront (ur. 25 grudnia 1969) – polska lekkoatletka, specjalistka biegów długodystansowych, mistrzyni Polski.

## Kariera
Zdobyła mistrzostwo Polski w maratonie w 1996 i wicemistrzostwo w tej konkurencji w 1997.
Zajmowała czołowe miejsca w wielu biegach maratońskich, m.in. dwukrotnie zwyciężyła w maratonie w Las Vegas w 1998 i 2000.
Była  zawodniczką klubów: Tęcza Łódź, ŁKS Łódź i KB Arturówek Łódź.
Rekordy życiowe:
| Konkurencja           | Data i miejsce            | Wynik    |
| --------------------- | ------------------------- | -------- |
| bieg na 10 000 metrów | 1 czerwca 1996, Białystok | 35:57,43 |
| półmaraton            | 9 kwietnia 2000, Września | 1:15:32  |
| maraton               | 7 lutego 1999, Las Vegas  | 2:35:07  |